# Pesaro

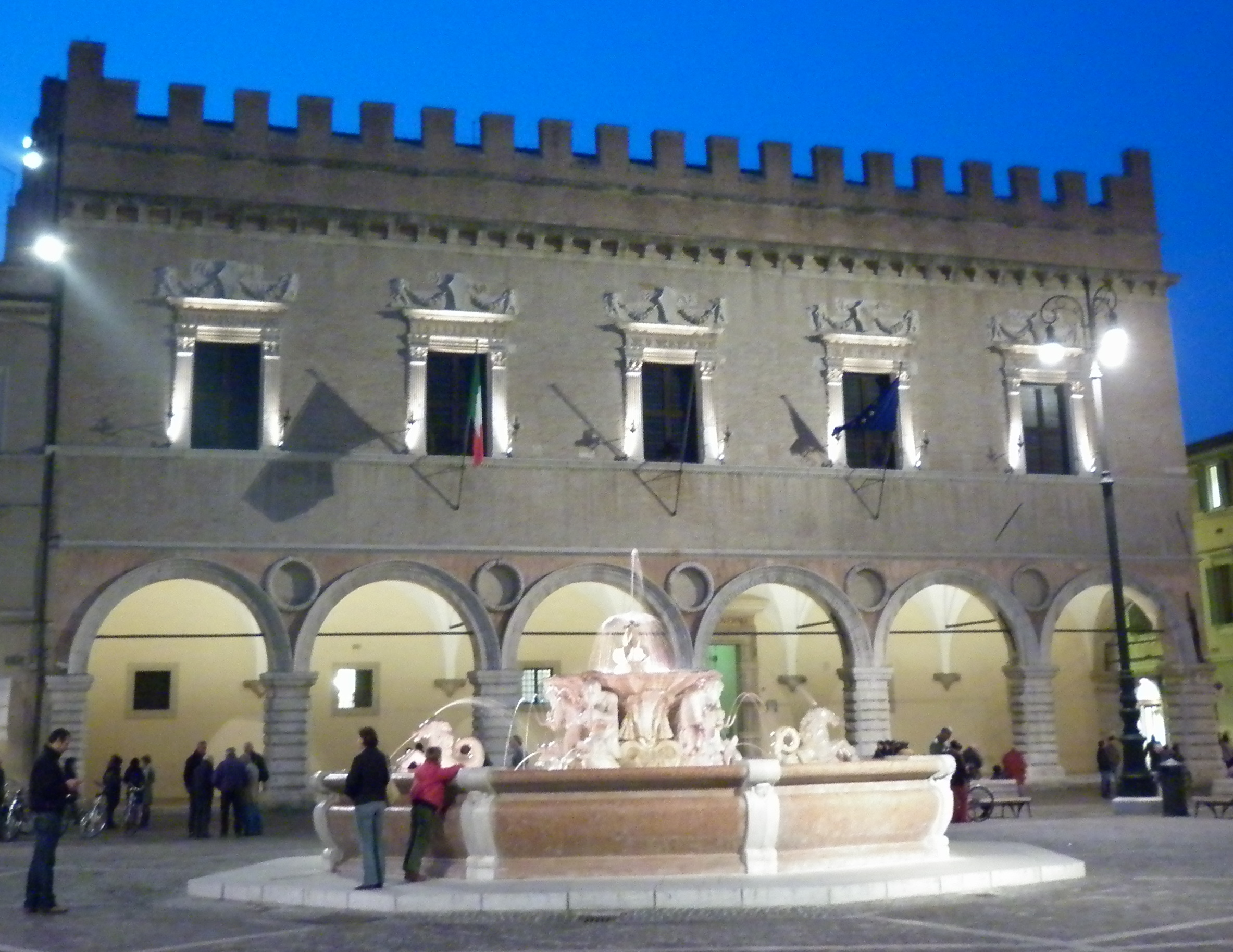
Herzoglicher Palast

Pesaro [ˈpeːzaro] ⓘ ist eine Hafenstadt in der Region Marken (ital.: Marche) und Hauptstadt und Verwaltungssitz der Provinz Pesaro und Urbino.
Pesaro hat 95.392 Einwohner (Stand 31. Dezember 2023) auf einer Stadtfläche von 126 km² und ist ein wichtiges Touristenzentrum an der italienischen Adriaküste. Der Ort liegt an dem Fluss Foglia, der nahe der historischen Altstadt in die Adria mündet.
Die Nachbargemeinden sind: Fano, Gabicce Mare, Gradara, Mombaroccio, Monteciccardo, Montelabbate, Tavullia und Vallefoglia.

## Geschichte

### Antike
Die Gegend des heutigen Pesaro war bereits in der frühen Eisenzeit besiedelt, da eine prähistorische Nekropole bei Novilara entdeckt wurde. Unweit von Pesaro kam es auch zu Inschriftenfunden, die auf einen nahegelegenen heiligen Hain (lucus) hinweisen sowie zur Entdeckung von vielen aus dem 3. und 2. Jahrhundert v. Chr. stammenden Weihinschriften an zentralitalische Götter. Dies legt die Schlussfolgerung nahe, dass dort damals eine römische provinzielle Bürgergemeinde (lateinisch conventus civium Romanorum) bestand. An deren Stelle wurde 184 v. Chr. unter dem Namen Pisaurum (altgriechisch Πισαῦρον Pisauron) eine römische Kolonie mit rechtwinkligem Straßensystem gleichzeitig mit einer weiteren Kolonie, Potentia, durch die Triumvirn Quintus Fabius Labeo, Marcus Fulvius Flaccus und Quintus Fulvius Nobilior gegründet. Jeder Siedler erhielt eine Landfläche von 6 Jugera, wobei eine Einheit des antiken Flächenmaßes Jugerum 2. 523 m2 entsprach. Somit wurden jedem römischen Kolonisten von Pisaurum etwa 1,5 Hektar Land zugewiesen. Wahrscheinlich erhielt der Ort seinen Namen nach dem nahegelegenen, in die Adria mündenden Fluss Pisaurus, der heute den Namen Foglia trägt. Pisaurum lag im Ager Gallicus an der Via Flaminia und war der Geburtsort des Dichters Lucius Accius. 174 v. Chr. ließ der Zensor Quintus Fulvius Flaccus die Straße nach Pisaurum pflastern und in der Stadt auch einen Jupiter-Tempel erbauen. Es prosperierte wahrscheinlich nicht sonderlich und zahlreiche dortige Bürger waren laut dem römischen Redner und Politiker Cicero 63 v. Chr. zur Teilnahme an der Catilinarischen Verschwörung bereit.
Nachdem Gaius Iulius Caesar durch das Überschreiten des Rubikon Anfang 49 v. Chr. den Bürgerkrieg gegen Pompeius begonnen hatte, besetzte er neben mehreren anderen Orten, die ihm den Weg nach Rom öffneten, auch Pisaurum mit einer Kohorte. Einige Jahre später siedelte der Triumvir Marcus Antonius einen Teil seiner Veteranen in Pisaurum als Kolonisten an. Kurz vor der Schlacht bei Actium (31 v. Chr.) scheint die Stadt von einem schweren Erdbeben erschüttert worden zu sein. Zwischen 31 und 27 v. Chr. verpflanzte wiederum Kaiser Augustus weitere Siedler hierher. Inschriften belegen, dass der Ort, in dem auch Schiffbau betrieben wurde, nun den Namen Colonia Iulius Felix Pisaurum annahm. Pisaurum gehörte zur tribus Camilia in der sechsten Region; Inschriften verzeichnen als städtische Magistrate Duumvirn, Ädiln und Quästoren sowie in sakralen Ämtern verschiedene Priester. Über die Geschichte der Kolonie während der Kaiserzeit ist wenig bekannt. Immerhin wird erwähnt, dass Pisaurum 270/271 n. Chr. von den Juthungen bedroht wurde; Kaiser Aurelian konnte jedoch diesen Volksstamm in der Schlacht bei Fano am Fluss Metaurus entscheidend schlagen.

### Mittelalter
Während der Gotenkriege vom Ostgotenkönig Witichis 539 zerstört, wurde Pesaro fünf Jahre später von Belisar wieder aufgebaut. Von 545 bis 553 befand sich die Stadt aber wieder im Besitz der Ostgoten. In der Folgezeit gehörte Pesaro zum ravennatischen Exarchat und war eine der Fünfstädte (Pentapolis). Aistulf, König der Langobarden, eroberte 752 Pesaro, unterlag aber zwei Jahre dem Frankenkönig Pippin dem Jüngeren. Dieser schenkte 756 Pesaro und die anderen Städte der Pentapolis der römischen Kirche. Der mit Ravenna und dessen Erzbischof verbündete Adel Pesaros opponierte aber oft gegen die päpstliche Herrschaft und erweiterte seine Macht durch die Errichtung von Kastellen im Umland. Auch die Kaiser des Heiligen Römischen Reichs suchten gegen die Päpste ihren Einfluss in Pesaro geltend zu machen und die lokalen Adligen auf ihre Seite zu ziehen. Beispielsweise verliehen daher Ludwig der Fromme im Jahr 817 sowie Otto III. 1001 der Stadt diverse Privilegien. 1047 starb Papst Clemens II. auf seiner Rückkehr aus Deutschland, wohin er Kaiser Heinrich III. begleitet hatte, nach Rom in der Nähe Pesaros, wahrscheinlich an Gift. Um 1050 fiel Pesaro und sein Umland an die Mark Ancona. Weil nun die Mehrzahl der tonangebenden Familien Pesaros zu den Kaisern hielt, kam es immer mehr unter den Einfluss des Heiligen Römischen Reichs. Dies führte öfters zu Streitigkeiten zwischen den lokalen Führungspersönlichkeiten, etwa Grafen und Bischöfen.
Im 12. Jahrhundert war Pesaro eine blühende Kommune; im Stadtregiment waren gleichzeitig Grafen und Konsuln vertreten. 1140 wurde Pesaro (zusammen mit Fossombrone, Senigallia und Ravenna) in einen Krieg mit Fano und dadurch mit Venedig verwickelt, da dieses sich mit Fano verbündete. In der Folgezeit stand Pesaro auf der Seite von Kaiser Friedrich Barbarossa bei dessen Unternehmungen in Italien. Heinrich VI. verlieh die Stadt mit der Mark seinem Seneschall Markward von Annweiler als Lehen. Nach dem Tod des Kaisers (1197) nutzte jedoch Papst Innozenz III. die gegen Markward gerichtete Stimmung der Bevölkerung in jenen Städten, die an Markward übergeben worden waren, um diese Städte wiederzugewinnen. Da die Städte dieser Gegenden sich mehr Freiheit unter der Herrschaft der Kirche als fremder Krieger versprachen, öffneten sie alle, so auch Pesaro, ihre Tore den zwei vom Papst entsandten Priester-Kardinälen, die zur Abforderung des Huldigungseids gekommen waren. Sie erkannten 1199 die Oberherrlichkeit des Papstes an, ohne jedoch auf ihre Munizipalverfassungen zu verzichten. Pesaro wurde wieder eine Kommune und kam auf Betreiben von Innozenz III. als Lehen an das Adelsgeschlecht der Este (1210–16). Abermals brach 1216 eine blutige Fehde zwischen den Nachbarstädten von Pesaro aus. Cesena und Rimini führten wegen Grenzstreitigkeiten Krieg, wobei Pesaro zu Rimini hielt. Der Krieg dauerte bis 1219 fort.
In den Auseinandersetzungen zwischen den Ghibellinen, die vor allem aus Vertretern des Feudaladels, etwa des Geschlechts der Montefeltro bestanden, und den papsttreuen Guelfen, zu denen die konsularen Familien Pesaros gehörten, konnten sich zur Regierungszeit Kaiser Friedrichs II. die Ghibellinen durchsetzen. Den Guelfen war daran gelegen, die städtische Autonomie zu stärken, weshalb sie sich um eine Verringerung des kaiserlichen Einflusses bemühten. Sie erlangten nach dem Tod Friedrichs II. (1250) wieder die Vormacht. König Manfred konnte zwar 1259 in Pesaro die Oberherrschaft für seine Partei erringen, doch nach seinem Tod 1266 gewannen erneut die Guelfen die Oberhand. In der zweiten Hälfte des 13. Jahrhunderts kam es in der Stadt infolge von Kriegen und Missernten zu ökonomischen Krisen.
1285 fiel das nun eindeutig guelfisch gesinnte Pesaro unter die Herrschaft der Familie Malatesta. 1296 wurde Giovanni Malatesta päpstlicher Podestà der Stadt. Nach dessen Tod 1304 bemächtigte sich Pandolfo I. Malatesta der Stadt, wurde aber im August 1306 von den aufständischen Bürgern vertrieben. Gleiches widerfuhr ihm damals auch in Fano und Senigallia. Indessen wurde er nach dem Tod seines Bruders Malatestino dell’Occhio 1317 Haupt seines Hauses und Signore von Rimini sowie 1320 auch wieder Podestà von Pesaro. Mit seinem Neffen Ferrantino Malatesta, einem Sohn von Malatestino dell’Occhio, lebte er im besten Einvernehmen.
Nach Pandolfos Tod 1326 regierte sein Sohn Malatesta II. Malatesta in Pesaro weiter, blieb dort aber nur bis 1330 Podestà. Der Heilige Stuhl machte 1331 der Familie das Ansinnen, die Signorie in Rimini zugunsten der Kirche aufzugeben. Malatesta unterstützte dabei den päpstlichen Legaten Bertrand du Pouget, da er schon längere gespannte Beziehungen zu Ferrantino hatte, der in Rimini zur Herrschaft gelangt war. 1333 eroberte Malatesta Pesaro, wo er wieder Podestà wurde, ferner Fossombrone und in den nächsten Jahren weitere Städte. Innozenz VI. entsandte 1355 den von deutschen Rittern unterstützten Kardinal Albornoz gegen den sich gegenüber den päpstlichen Interessen unzuverlässig zeigenden Malatesta. Dessen Bruder Galeotto I. Malatesta geriet in die Gefangenschaft des Kardinals, woraufhin sich Malatesta dazu bequemen musste, alle jüngst in der Mark Ancona gemachten Eroberungen zurückzugeben. Dafür erhielt er, gegen einen mäßigen jährlichen Tribut, als päpstlicher Vikar auf zehn Jahre die nominelle Signorie von Rimini, Pesaro, Fano und Fossombrone. Er starb 1364.
Malatestas Sohn Pandolfo II. Malatesta behielt die Signoria von Pesaro auch nach Ablauf der zehn Jahre, die der Familie 1355 zugestanden worden waren, und zwar als Lehensmann der Kirche. 1363 kam er den Florentinern mit einer kleinen Armee gegen die Pisaner zu Hilfe. In seinen letzten Jahren lebte er meist in Pesaro und starb dort 1373. Sein Sohn Malatesta IV. Malatesta war zu diesem Zeitpunkt noch minderjährig und wurde 1385 Signore von Pesaro. 1404 trat er als Feldherr in die Dienste der Venezianer, um mit ihnen gegen Francesco II. da Carrara um den Besitz Paduas zu kämpfen. Später mit dem Gegenpapst Alexander V. verbündet, kämpfte er auf dessen Befehl 1409 an der Seite der Florentiner gegen die Truppen des Königs Ladislaus von Neapel, der den Papst Gregor XII. unterstützte. Malatesta IV. starb am 19. Dezember 1429 in Gradara. Von 1419 bis 1451 war Giovanni Benedetti Bischof von Pesaro, den Papst Nikolaus V. 1449 als seinen Legaten nach Siena schickte und gern in diversen Angelegenheiten verwendete.

### Renaissance
Inzwischen war Martin V. nach Beendigung des Abendländischen Schismas 1420 nach Rom zurückgekehrt und hatte seitdem zielstrebig daran gearbeitet, die lange Zeit in der Romagna ruhenden Herrschaftsrechte des Papsttums wieder geltend zu machen, so dass für die Malatesta und andere päpstliche Statthalter schwierigere Zeiten anbrachen. Einige Vertreter der Malatesta mussten mehrere ihrer Besitzungen dem Papst abtreten. Dennoch konnte Galeazzo Malatesta seinem Vater Malatesta IV. 1429 als Signore von Pesaro nachfolgen. 1431 aus der Stadt vertrieben, brachte er sie 1433 wieder in seine Gewalt. Aufgrund hoher Schulden verkaufte er im Januar 1445 Pesaro an Alessandro Sforza, den Bruder des späteren Herzogs von Mailand, Francesco I. Sforza, sowie Fossombrone an Federico da Montefeltro. Galeazzo hatte keine legitimen Söhne und war gleich seinem Vater mit der in Rimini regierenden Linie der Malatesta verfeindet. Sigismondo Malatesta, Herr von Rimini, war, obgleich Sforzas Schwiegersohn, über diesen Verlust Malatestischen Erbgutes so entrüstet, dass er deswegen seinen Schwiegervater heftig anfeindete. Am 16. März 1445 hielt Alessandro Sforza unter großen Feierlichkeiten seinen Einzug in Pesaro, dessen Signore er fortan war.
Der Papst war über den Verkauf Pesaros verärgert, weil dieses nominell unter seiner Oberherrschaft stand, und exkommunizierte Galeazzo Malatesta. Alessandro Sforza, der nur kurzzeitig die Partei seines Bruders verlassen hatte, schloss bezüglich Pesaros mit dem neuen Papst Nikolaus V. am 23. Juli 1447 einen Vertrag. Hierdurch erreichte er dessen Anerkennung als erbberechtigter päpstlicher Vikar Pesaros. An der Stelle der ursprünglichen Malatesta-Burg erbaut Alessandro 1450 im Zentrum der Stadt den herzoglichen Palast, der heute Sitz der Präfektur ist. Mit seinem Schwiegersohn Federico da Montefeltro führte er 1460 mailändische und päpstliche Truppen an, um König Ferdinand I. von Neapel im Kampf gegen aufständische Barone beizustehen, welche die Ansprüche Johanns von Anjou, Herzogs von Lothringen, unterstützten. Alessandro und Federico erlitten aber am 22. Juli 1460 bei San Fabiano d’Ascoli (nahe Giulianova) eine vernichtende Niederlage gegen Jacopo Piccinino, Kommandant der pro-angevinischen Streitkräfte.
Nach dem im April 1473 erfolgten Tod Alessandros folgte ihm sein Sohn Costanzo I. Sforza in der Herrschaft über Pesaro. Im Mai 1475 fand in Pesaro eine legendär aufwändige fünftägige Hochzeit statt: Costanzo Sforza und Camilla Marzano d’Aragona, die Tochter von Giovanni Francesco Marino Marzano heirateten. Gegen Costanzo wendete sich 1480 der eroberungssüchtige Girolamo Riario, der sich schon längst gern in der Romagna Besitztum erstritten hätte. Da aber Florenz und König Ferdinand von Neapel sich Costanzos annahmen, ließ Riario bald von ihm ab und erwarb stattdessen Forlì. Costanzo starb am 19. Juli 1483 mit Hinterlassung eines natürlichen Sohns, Giovanni Sforza, für den seine Stiefmutter mit Mühe die Bestätigung des päpstlichen Vikariats von Pesaro erreichte. 1493 heiratete Giovanni Lucrezia Borgia, eine illegitime Tochter des Papstes Alexander VI. Im 1494 ausgebrochenen Krieg zwischen dem französischen König Karl VIII. und dem mit dem Papst verbündeten Alfons II. von Neapel gehörte Giovanni Sforza als Schwiegersohn Alexanders VI. zu den Gegnern des über die Alpen nach Italien vorrückenden Karl VIII. Bald entfremdete er sich jedoch mit seinem Schwiegervater; seine Ehe mit Lucrezia Borgia wurde 1497 annulliert. Cesare Borgia, der Sohn Alexanders VI., suchte sich durch Sturz der kleineren Herrschaften der Romagna ein großes Fürstentum zu schaffen und ging dabei im Oktober 1500 auch gegen Pesaro vor. Giovanni Sforza wurde damals durch einen Volksaufruhr vertrieben. So befand sich Cesare Borgia bis 1503 im Besitz von Pesaro, wohin Giovanni Sforza erst nach dem Tod Alexanders VI. zurückkehren konnte. 1504 vom neuen Papst Julius II. im Vikariat von Pesaro bestätigt, regierte er die Stadt bis zu seinem Tod im Juli 1510.
Giovannis dritte Gemahlin Ginevra Tiepolo hatte ihrem Ehemann einen Sohn, Costanzo II., geboren, für den nun sein Onkel Galeazzo Sforza die Regentschaft übernahm. Das Kleinkind starb aber bereits am 5. August 1512 im Alter von nur zwei Jahren, woraufhin sich seine Mutter in ein Kloster zurückzog. Papst Julius II. war nicht bereit, das Vikariat von Pesaro Galeazzo Sforza zu übertragen, sondern belehnte seinen Neffen Francesco Maria I. della Rovere, Herr von Urbino und Senigallia, mit der Herrschaft über Pesaro. Der bald darauf, im Februar 1513, erfolgte Tod Julius’ II. beraubte den neuen Herrn von Pesaro seiner wichtigsten politischen Stütze. Neues Oberhaupt der römisch-katholischen Kirche wurde Leo X., der 1516 die Lehen von della Rovere einzog und seinem Neffen Lorenzo di Piero de’ Medici übertrug. Als Begründung für dieses Vorgehen diente u. a. die Wiederholung des Vorwurfs, dass della Rovere 1511 den Kardinal Francesco Alidosi ermordet hatte. Der vertriebene und exkommunizierte Herzog suchte in Mantua Zuflucht und versuchte 1517 vergeblich, seine ehemaligen Besitzungen wiederzuerobern. Nach dem Tod Lorenzos de’ Medici im Mai 1519 behandelte Leo X. Pesaro sowie das Herzogtum Urbino als dem Kirchenstaat heimgefallenes Lehen. Erst nach dem am 1. Dezember 1521 erfolgten Tod Leos konnte Francesco Maria sein ehemaliges Fürstentum wiedererobern und wurde darin durch den neugewählten Papst Hadrian VI. bestätigt, so dass Pesaro wieder unter die Herrschaft der Adelsfamilie della Rovere kam.
1523 trat Francesco Maria in den militärischen Dienst der Republik Venedig, den er bis zu seinem Tod versah. Zunächst kämpfte er als Generalkapitän der Serenissima während des Italienischen Krieges ab 1523 in der Lombardei gegen den französischen König Franz I. Obwohl er für den Schutz Roms verantwortlich war, unternahm er 1527 nichts gegen die Plünderung der Ewigen Stadt durch die Truppen Kaiser Karls V. (Sacco di Roma). Endgültig 1530 verlegte er die Hauptstadt seines Herzogtums von Urbino nach Pesaro. Dort starb er am 20. Oktober 1538, angeblich durch Gift.
Nun folgte Guidobaldo II. della Rovere, der Sohn des verstorbenen Herzogs, auf den Thron. Er erhielt die Belehnung mit dem Herzogtum Urbino nur durch Verzicht auf das Gebiet von Camerino, dessen Erbin Giulia di Varano er geheiratet hatte, indem er seine Ansprüche an Papst Paul III. verkaufte. Durch seine 1548 erfolgte Vermählung mit Vittoria Farnese näherte er sich Paul III. an. Julius III. ernannte ihn zum Generalkapitän der päpstlichen Truppen. Ab der Mitte der 1560er Jahre suchte er dann eine engere außenpolitischen Anbindung an König Philipp II. von Spanien. An seinem Hof in Pesaro leistete er sich eine kostspielige und repräsentative Hofhaltung. Durch Lucrezia d’Este, die Gemahlin seines Sohns Francesco Maria II., wurde Tasso an den Hof gezogen, und Pesaro entwickelte sich zu einem Mittelpunkt des italienischen Literaturbetriebs. Zur Finanzierung der aufwendigen Hofhaltung zog Guidobaldo die Steuerschraube an, was einen Aufstand der sich ohnehin schon durch die Verlegung der Residenz nach Pesaro benachteiligt fühlenden Bevölkerung von Urbino hervorrief. Durch Vermittlung Papst Gregors XIII. wurde der Streit 1573 im Sinn des Herzogs beigelegt. Bald darauf starb Guidobaldo am 28. September 1574 in Pesaro.

### Neuzeit
Nach dem Aussterben des Hauses della Rovere mit dem Tode des Herzogs Francesco Maria II. († 23. April 1631) reklamierte Papst Urban VIII. dessen Herrschaften als heimgefallene Lehen. Von da an gehörte die Vikarie von Pesaro zum Kirchenstaat. Die Küstengegend um Pesaro war in der Folge wiederholt Kriegsschauplatz und litt bei solchen Gelegenheiten immer viel. So im Oktober 1708, als sich der päpstliche Feldhauptmann Graf Ferdinando de’ Marsigli vor dem kaiserlichen General Daun von Ferrara und Comacchio nach Pesaro zurückzog. Nach dem Tod Kaiser Karls VI. setzten sich im Februar 1742 die im Stato dei Presidi gesammelten bourbonischen Truppen gegen seine Tochter Maria Theresia in Bewegung und zogen langsam über Foligno nach Pesaro. In Richtung Pesaro zogen auch die aus Neapel unmittelbar diesem Heer zuziehenden Regimenter unter dem Duca di Castropignano. 1743 setzte sich die spanische Armee in Pesaro fest und hielt sich zwischen dieser Stadt und Fano einige Wintermonate lang auf, bis Lobkowitz Verstärkungen erhielt, während die Mangel leidende spanische Armee immer mehr zusammenschmolz. Dann griff er sie im März 1744 an und drängte sie über Senigallia hinaus bis Loreto zurück, wo er sie in einem Gefecht nötigte, ihren Rückzug noch weiter, über Recanati hinaus, fortzusetzen. Aber bald nach Anfang März 1745 zog de Gayes, der aus Spanien und Neapel Verstärkungen erhalten hatte, über den Apennin; seine Truppen erschienen am 18. März bei Pesaro, und die Österreicher mussten sogar auch von Rimini zurückweichen. Auf diese Weise wurde Pesaro abwechselnd von den Heeren der verfeindeten Mächte durchzogen und besetzt.
Ähnliches geschah ebenso während der Napoleonischen Kriege. Aber auch bereits infolge der Französischen Revolution kam es in Pesaro und dessen Umgebung zu Verwüstungen. Als im Februar 1796 nämlich die Franzosen auch diese Gegenden besetzt und der französische Kommandant der Zitadelle von Ancona die revolutionär Gesinnten durch seine Begünstigungen zum Aufstand gegen den Papst und zur Proklamation der unabhängigen Anconesischen Republik verleitet hatte, gelang es im Dezember 1796, dass sich auch Senigallia und Pesaro der Revolution anschlossen. Nach der durch die Franzosen betriebenen Konstituierung der Römischen Republik (Februar 1798) fand bereits im April 1798 in Umbrien ein Aufstand gegen diese Republik stand, wurde aber von den Franzosen rasch gewaltsam unterdrückt. Im Dezember 1800 wurde Pesaro von österreichischen Truppen unter Sommariva, allerdings nur kurzzeitig, besetzt. Am 17. Juni 1801 landete der neugewählte Papst Pius VII. an Bord einer Fregatte in Pesaro und wurde von den Bewohnern mit Jubel begrüßt. Seit der Gründung des Königreichs Italien 1805 war Pesaro der Hauptort einer Vizepräfektur des Départements des Metauro. Als König Joachim Murat von Neapel im Frühling 1815 bis in die Gegend von Pesaro vorgedrungen war und durch Frimont, Bianchi und Neipperg hart bedrängt wurde, rief er seine Truppen aus der Toskana hierher, um sie um Pesaro mehr zu vereinigen. Dennoch geriet Murat nach wenigen Tagen in eine bedenkliche Lage, suchte zu unterhandeln und entfernte sich bald ganz aus diesem Gebiet, das nun sofort von den Österreichern okkupiert wurde. Erneut war Pesaro Kriegsschauplatz zur Zeit des Aufstandes der päpstlichen Provinzen in dieser Gegend im Februar 1821, als die Soldaten des österreichischen Feldmarschallleutnants Baron Frimont nach wenigen Scharmützeln die Insurgenten zerstreuten und vor sich hertreibend durch die Marken vordrangen.
1860 fiel Pesaro an das Königreich Italien, als am 11. September dieses Jahres Truppen des Piemont in Pesaro einzogen (siehe Einigung Italiens).

## Kultur
Am 10. Juni 1818 wurde das neue Opernhaus mit einer Aufführung der Oper La gazza ladra des Komponisten Gioachino Rossini feierlich eröffnet. Selbiger enthüllte hier 1864 das ihm gewidmete Denkmal.
Der italienische Staat hat Rossinis Geburtshaus in Pesaro, das heute ein Museum beherbergt, gemeinsam mit den Geburtshäusern von Giacomo Puccini in Lucca und Giuseppe Verdi in Le Roncole mit dem Europäischen Kulturerbe-Siegel ausgezeichnet. In Pesaro finden seit 1980 alljährlich im Sommer auch Festspiele zu Ehren Rossinis statt. Seit 1965 findet in Pesaro das Pesaro Film Festival (Mostra Internazionale del Nuovo Cinema) statt.

## Sehenswürdigkeiten

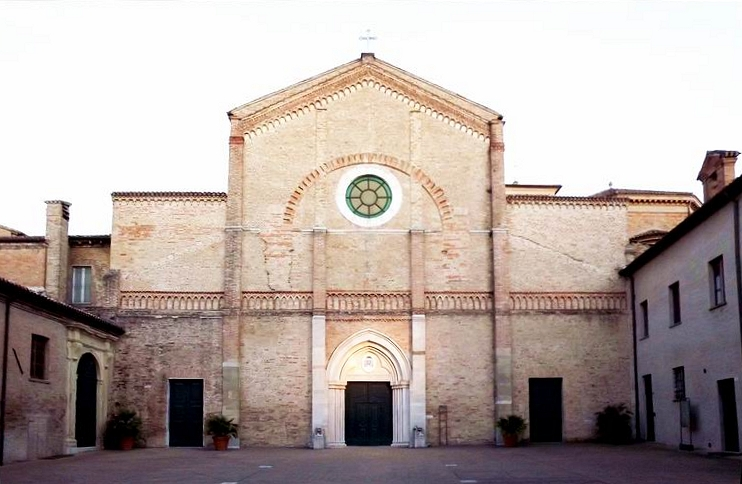
Kathedrale Mariä Himmelfahrt

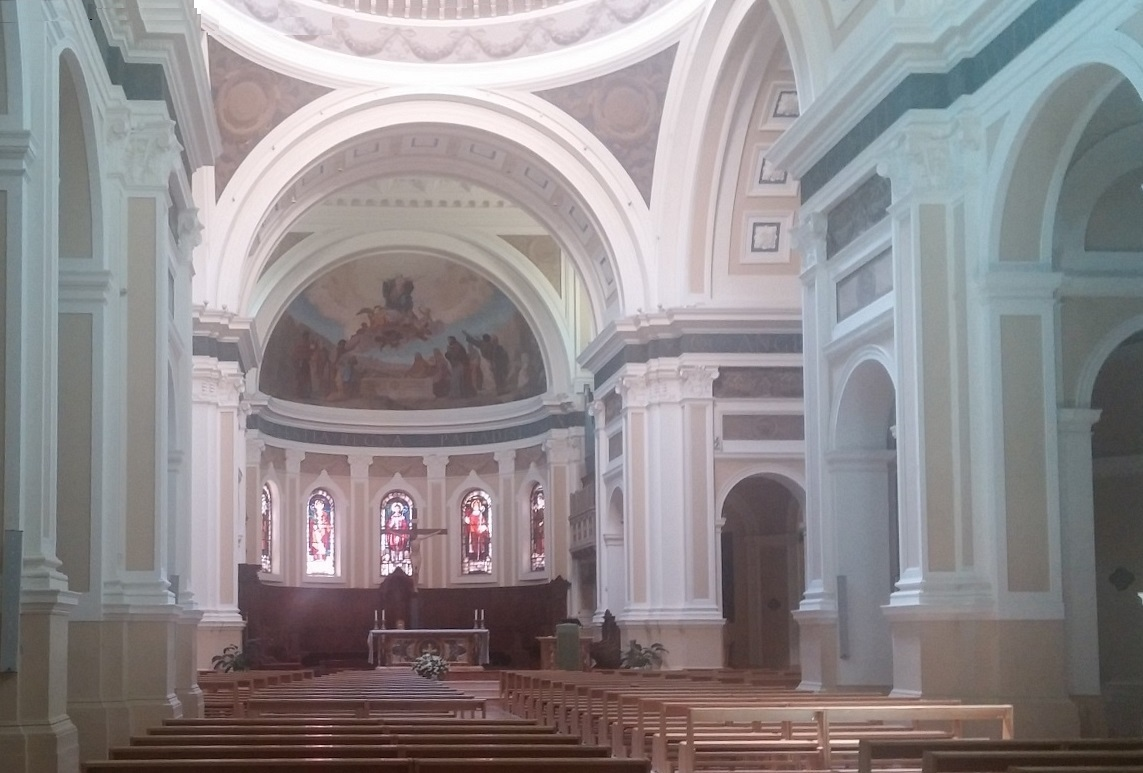
Inneres der Kathedrale

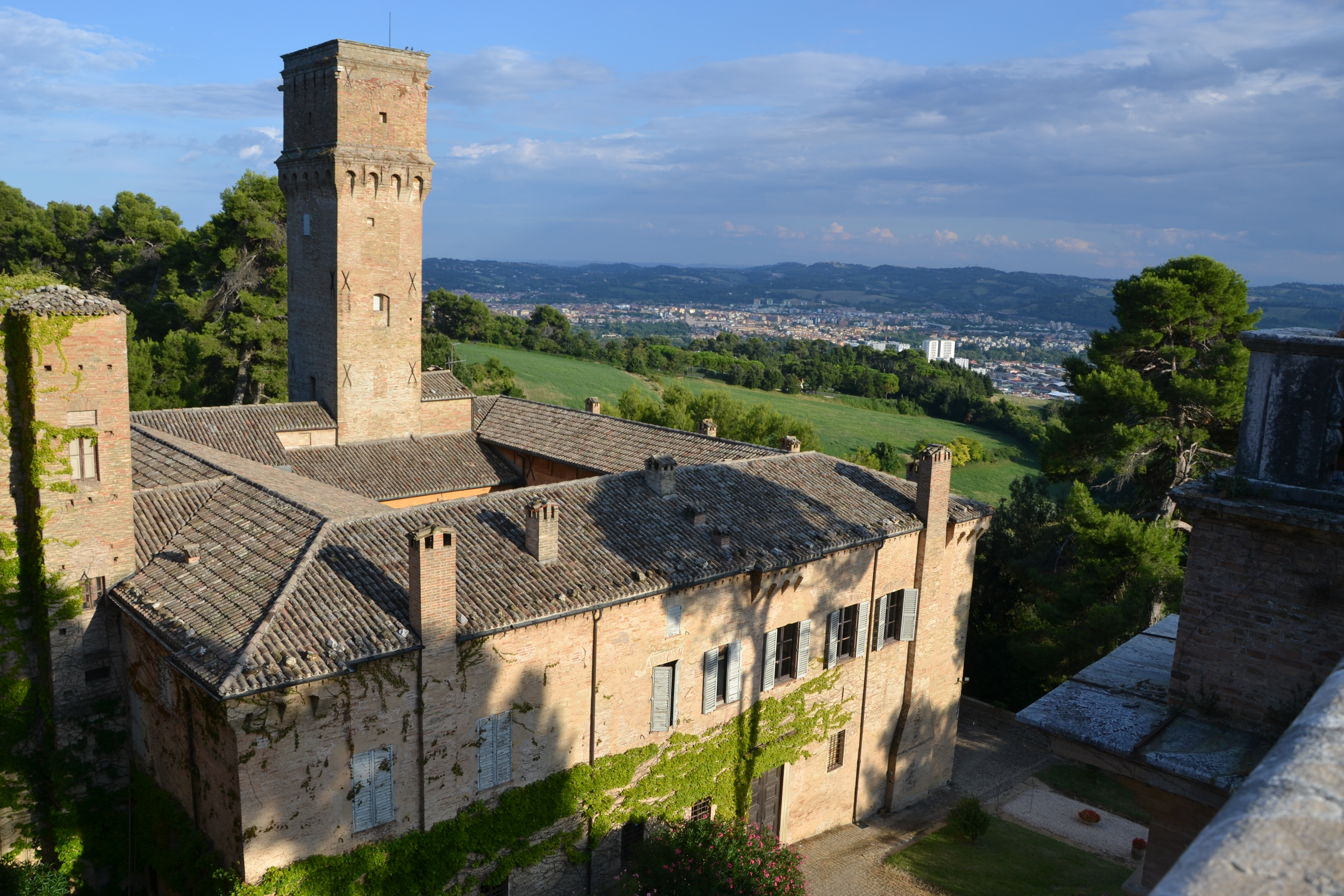
Villa Imperiale

Dom von Pesaro: Über einem frühchristlichen Bau wurde im 13./beginnenden 14. Jahrhundert ein Kirchenneubau errichtet, von dem heute nur noch ein gotisches Portal und die stark restaurierte Fassade sichtbar sind. Das dreischiffige Innere ist gänzlich Resultat weitestgehender Umbauten zwischen 1866 und 1903. 1633 wurde die Kathedrale der Maria Assunta gewidmet. Spektakulärstes Kunstwerk im Inneren sind die spätrömischen Mosaiken, die 1611 in zwei Schichten, 1,50 und 2,20 m unter dem heutigen Fußboden entdeckt, 1866 freigelegt und seit 2000 durch mehrere große Glasplatten im Boden wenigstens zum Teil sichtbar gemacht wurden. Auf einer Fläche von 600 m² sind neben musivischen Mustern Darstellungen antiker Mythen und christlicher Symbole wiedergegeben.
Die Musei Civici im Palazzo Mosca (Piazza Toschi Mosca 21) zeigen sakrale Gemälde ab dem frühen 15. Jahrhundert, darunter ein Hauptwerk von Giovanni Bellini, die „Pala di Pesaro“, eine große Marienkrönung mit Heiligen, von 1475. Die hervorragende Keramikabteilung enthält die wohl beste Zusammenstellung von Renaissance-Majoliken aus den berühmten Töpferzentren der Marken (Gubbio, Deruta, Urbino, Pesaro, Casteldurante), die das Land zu bieten hat.
Über das Museum zugänglich ist auch die Domus Romana, ein 2005 ausgegrabenes römisches Wohnhaus, das mit Mosaiken ausgestattet ist und vom 1. bis 3. Jahrhundert bewohnt wurde. Die Präsentation der Reste wird multimedial kommentiert.
Bemerkenswert ist das Jugendstilhaus Villa Ruggieri, an der zum Meer hin offenen Piazzale della Liberta. Im Zentrum dieses Platzes schwebt über einem Wasserspiegel Arnaldo Pomodoros „Sfera Grande“ von 1998, eine riesige, vergoldete Polyesterkugel, deren zerrissene und brüchig erscheinende Oberfläche „den Betrachter zur symbolischen Interpretation des Weltenzustandes anregt“.
Mit seiner bescheidenen, aber alten Bausubstanz ist das Ghetto, das jüdische Stadtviertel mit seiner Synagoge ein wenig spektakuläres, aber seltenes und historisch beachtenswertes Zeugnis der Kulturgeschichte.
Die Villa Imperiale, der bedeutendste Schlossbau der Renaissance in den Marken, liegt wenige Kilometer außerhalb der Stadt an den Hängen des Monte Piccio. 1469 begonnen, wurde er 1530 großzügig umgebaut und mit reicher Ausstattung versehen. Heute gehört er zum Privatbesitz der gräflichen Familie Albani und ist nur eingeschränkt zugänglich.
- In der Pfarrkirche in Casteldimezzo hängt ein Holzkruzifix des Bildhauers Antonio Bonvicino.

## Sport
Pesaro ist Heimat des Basketballvereins Victoria Libertas, der je zweimal die italienische Meisterschaft und den Pokal gewann. Seine Heimspiele trägt der Verein, der seit 2007 wieder in der Serie A spielt, in der Adriatic Arena aus. Robursport Pesaro gehört aktuell zu den besten Vereinen des Landes im Damen-Volleyball und konnte sich 2008, 2009 sowie 2010 die italienische Meisterschaft sichern. Aufgrund desselben Hauptsponsors sind beide Vereine unter dem Namen Scavolini Pesaro bekannt. Pesaro war außerdem Austragungsort der Boßel-Europameisterschaft 2012.

## Kulinarisches
Aus der Gegend um Pesaro kommt der bekannte Schnittkäse Casciotta d’Urbino. Typisch ist auch die Pizza auf Basis einer Margherita, aber mit geschnittenen Eiern und Mayonnaise (Pizza Rossini).

## Städtepartnerschaften
- Rovinj in Istrien, Kroatien, seit 1999
- Nanterre in der Region Île-de-France, Frankreich, seit 1969
- Ljubljana in Slowenien, seit 1964
- Mainz in Deutschland
- Watford in der Grafschaft Hertfordshire, Vereinigtes Königreich, seit 1988
- Qinhuangdao in der Volksrepublik China
- Rafah im Gazastreifen, Palästina
- Keita in Niger, seit 1987

## Persönlichkeiten
Bekannte Persönlichkeiten der Stadt sind in der Liste von Persönlichkeiten der Stadt Pesaro aufgeführt.